# Rasbosoma spilocerca
Rasbosoma spilocerca är en fiskart som först beskrevs av Walter J. Rainboth och Kottelat, 1987.  Rasbosoma spilocerca ingår i släktet Rasbosoma och familjen karpfiskar. IUCN kategoriserar arten globalt som livskraftig. Inga underarter finns listade i Catalogue of Life.